# Madisyn Cox
Madisyn Cox (ur. 30 maja 1995) – amerykańska pływaczka specjalizująca się w stylu zmiennym.
Pływanie zaczęła trenować w wieku 4 lat idąc w ślady starszych sióstr. W młodości trenowała także koszykówkę.
W 2015 została złotą medalistką uniwersjady w sztafecie 4 × 200 m stylem dowolnym oraz srebrną na 200 m stylem zmiennym. W 2016 zdobyła srebrny medal mistrzostw świata na krótkim basenie w sztafecie 4 × 200 m stylem dowolnym oraz brązowy na 200 i 400 m stylem zmiennym. W 2017 zdobyła brązowy medal mistrzostw świata na 200 m stylem zmiennym z czasem 2:09,71 s.
W 2015 wywalczyła srebrny medal mistrzostw USA na 200 m i brązowy na 400 m stylem zmiennym. W 2017 została wicemistrzynią Stanów Zjednoczonych na 200 m stylem zmiennym.
W lutym 2018 roku w jej organizmie wykryto środki dopingujące (trimetazydynę) i została zdyskwalifikowana na dwa lata, począwszy od 3 marca 2018 r.. 31 sierpnia 2018 r. poinformowano, że Sportowy Sąd Arbitrażowy zmniejszył dyskwalifikację do sześciu miesięcy, kiedy okazało się, że pozytywny wynik kontroli antydopingowej spowodowany był spożyciem zanieczyszczonego suplementu.
Studentka University of Texas at Austin.